# Pachacamac (gudom)
Pachacamac, även Pacha Camac, Pacha-Camak, Pacharurac, var en skapargud hos folket i Inkariket i Peru.
Pachacamac ansågs ha skapat den första mannen och kvinnan, men glömde att skapa mat så mannen dog.
Kvinnan förbannade Pachacamac för försummelsen, så han gjorde henne fertil. Han styckade hennes förste son och skapade med kroppsdelarna olika grönsaks- och fruktplantor. Hennes andre son, Vichama, flydde undan så Pachacamac dödade kvinnan. Vichama hämnades sina föräldrars död genom att driva Pachacamac ut i havet.
Han sas ha skänkt människorna deras färdigheter och yrkeskategorier. Han hade ett tempel vid kusten söder om dagens Lima. Det blev föremål för pilgrimståg då ett orakel knöts till orten. Pachacamac tillbads bland annat med människooffer.
Han dyrkades ursprungligen av Ichmafolket i staden Pachacamac, men när deras rike införlivades i inkariket, följde tron på Pachacamac med dit. Där blev han istället Inti och Mama Killas son och Mama Pachas make.